# Wendy Stites
Wendy Stites é uma figurinista australiana. Foi indicada ao Oscar de melhor figurino na edição de 2004 pelo trabalho na obra Master and Commander: The Far Side of the World.